# Центральный Дом актёра имени А. А. Яблочкиной
«Центральный Дом актёра имени А. А. Яблочкиной» (Дом актёра имени А. А. Яблочкиной; ЦДА) — актёрский клуб, место отдыха и неформального общения людей театра. Создан Александром Эскиным как Центральный творческий клуб театральных деятелей.

## История
Дом актёра задумывался как актёрский клуб, место отдыха и неофициального объединения людей по профессиональным интересам. Театральное сообщество мечтало иметь собственное место для «посиделок» и встреч, отличное от действовавшего в те годы универсального Дома Работников искусств. За создание Дома ратовали Иван Москвин, Е. Турчанинова, Е. Гельцер, Александра Яблочкина (в 1964 году Дому будет присвоено её имя).
С момента создания Дома и до своей смерти в 1985 году директором-распорядителем ЦДА был Александр Эскин. Большую роль в становлении Дома сыграли общественные директора: Николай Озеров, Иван Берсенев, Елена Гоголева, Михаил Жаров, Евгений Леонов.
14 февраля 1990 года здание Дома актёра на Тверской, 16 сгорело. Начался один из самых трудных периодов в жизни Дома. Лишь в конце 1991 года Министерство культуры СССР приютило ЦДА в своём здании на Арбате.
После распада СССР началась напряжённая борьба ЦДА за право владения домом. Наконец, благодаря участию и усилиям многих театральных деятелей, здание на Арбате, 35 Указом Президента России Бориса Ельцина было передано Дому актёра в безвозмездное пользование. Огромную роль в разрешении этого вопроса сыграли директор Дома, дочь Александра Эскина, Маргарита Эскина, Народные артисты СССР Мария Миронова, Вера Васильева, Юлия Борисова.

## Творческая деятельность

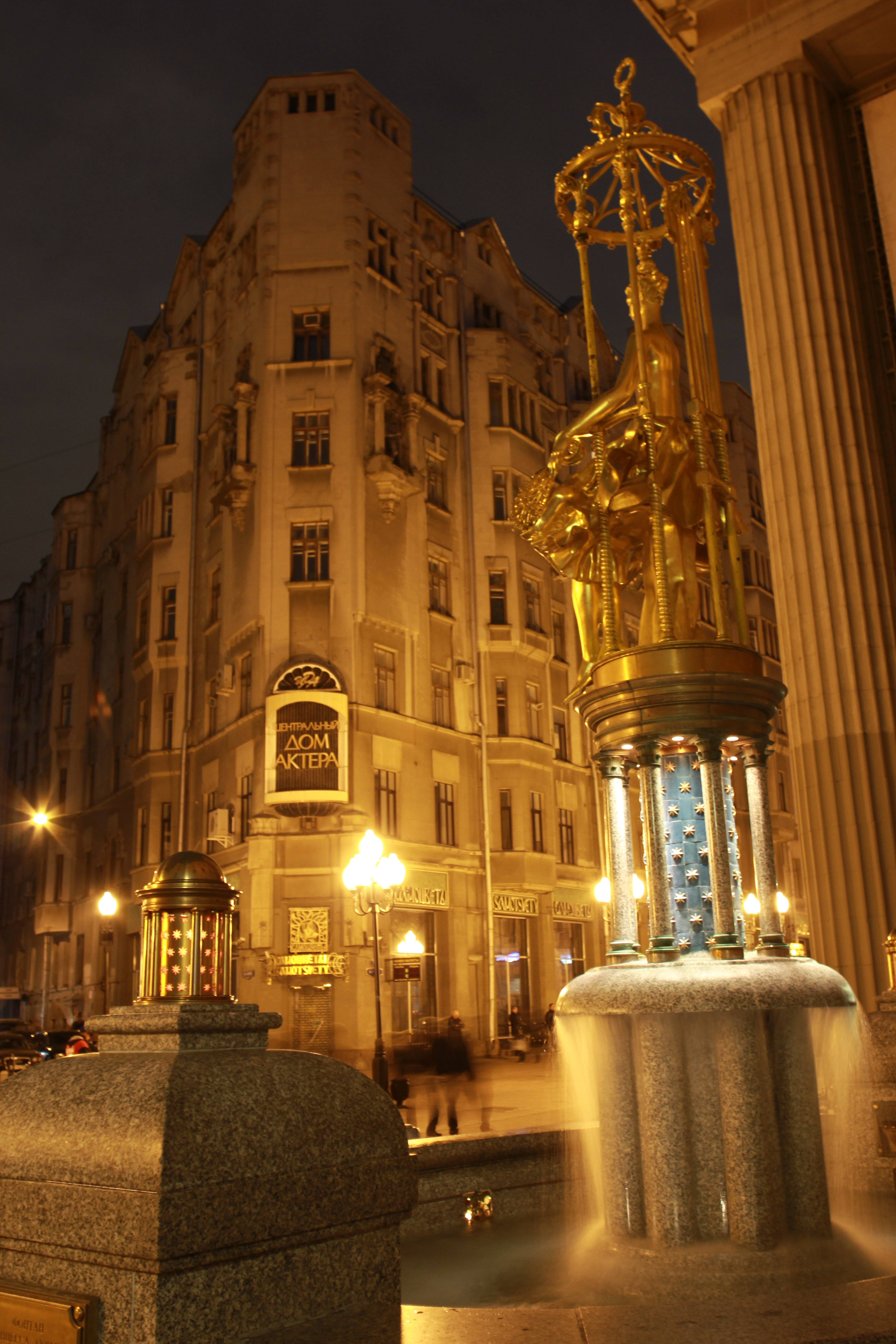
Центральный Дом актёра

Даже в сталинские годы в Доме сохранялась атмосфера творческого вольнодумства и непринуждённой игры. Капустники и «посиделки» отличались дерзким юмором и остросовременным подтекстом. В числе постоянных участников и сочинителей капустников — М. Миронова, В. Топорков, О. Абдулов, И. Раевский, Н. Дорохин, В. Канделаки, Р. Плятт, Р. Зеленая, драматурги — В. Масс, М. Червинский, М. Слободской, В. Дыховичный.
Сегодня в ЦДА действуют три гостиных, Камерный зал на 80 мест, реконструирован Большой зал. В 2001 году на первом этаже построен новый Малый зал, оснащенный по самым современным требованиям. Новая сценическая площадка открылась премьерой Эдварда Олби «Три высокие женщины» (режиссёр Р. Мархолиа, в главной роли — Зинаида Шарко).
Работают многочисленные клубы и секции, проводятся творческие вечера, вечера памяти, творческие семинары, презентации книг, кинопремьер.
ЦДА — соучредитель и соучастник проведения ряда крупных международных и всероссийских акций: Международный фестиваль театральных школ «Подиум», Международный фестиваль моноспектаклей, конкурс актёрской песни им. А. Миронова, Всероссийский фестиваль капустников «Весёлая коза» в Нижнем Новгороде.
В 1993 году ЦДА учредил актёрскую премию имени А. А. Яблочкиной, лауреатами которой в разные годы стали Юлия Борисова, Мария Миронова, Вера Васильева, Михаил Ульянов, Николай Анненков, Игорь Охлупин, Олег Ханов.